# Драбівська селищна територіальна громада
Драбівська селищна громада — територіальна громада в Україні, у Золотоніському районі Черкаської області. Адміністративний центр — селище Драбів. Утворена 22 листопада 2018 року шляхом об'єднання Драбівської селищної ради та Левченківської сільської ради Драбівського району. Розширена Розпорядженням Кабінету Міністрів України від 12 червня 2020 року. Площа громади — 481,0 км², чисельність населення - 16028 осіб (станом на 2020 рік), в тому числі міського — 6243 особи, сільського — 9785 осіб.

## Адміністративно-територіальний устрій
До громади увійшла одна селищна рада:
- Драбівська

та 11 сільських рад:
- Білоусівська
- Бойківщинська
- Драбове-Барятинська
- Жорнокльовівська
- Золотоношківська
- Криштопівська
- Левченківська
- Митлашівська
- Михайлівська
- Нехайківська
- Перервинцівська

вони включали 18 населених пунктів, що стали членами громади.
З них три селища:
- Драбів
- Драбове-Барятинське
- Козорізи

та 15 сіл:
- Білоусівка
- Бойківщина
- Жорнокльови
- Золотоношка
- Козаче
- Криштопівка
- Левченкове
- Митлашівка
- Михайлівка
- Нехайки
- Олімпіадівка
- Павлівщина
- Перервинці
- Привітне
- Тополі